# あいざわかおり
あいざわ かおり（相沢 かおり、本名: 相澤 かおり、1973年3月3日 - ）は、日本の元モデル、元タレントである。

## 人物
1973年（昭和48年）、神奈川県川崎市中原区生まれ。玉川聖学院高等部卒業。高校在学中の『ホリプロスカウトキャラバン』への応募を機に芸能界入りし、1990年代に、キャンペーンガール、レースクイーン、モデル、タレントとなどとして活動した。
「日鉱共石イメージガール」（1992-1994年）、「キリン生ビールキャンペーンガール」（1994年）などを歴任。女性ファッション雑誌、『JJ 』、『ViVi 』などにもモデルとして出演した。また、「美脚」であるとして、自身の脚に高額の保険がかけられたことでも話題となった。所属芸能事務所は、芸映、ホリ・エージェンシーを経て、アオイコーポレーションであった。

## 出版
- 『相沢かおり写真集 FIRST 』 （1992年5月、音楽専科社）
- 『ON THE BEACH　20MERMAIDS』（1994年2月、桜桃書房）

## テレビ出演
- 『H・I・P』 （1993年、テレビ朝日）
- 『if もしも』「この夏あなたにピッタリの髪型は?ロングかショートか?」（1994年、フジテレビ系）
- 『ドキッ!丸ごと水着!女だらけの水泳大会』（1994年、フジテレビ系）
- 『スペンサーの喫茶店』 （1994年4月、東海テレビ）
- 『とんねるずのみなさんのおかげです』 （1994年、フジテレビ）- 「最低の男シリーズ 私のUNHAPPY CHRISTMAS」 マキの友人 役
- 『どんまい!!スポーツ&ワイド』（1994年、日本テレビ）
- 『火曜サスペンス劇場 悪女の階段』（1996年、日本テレビ系）
- 『対極の天　恋愛二都物語』（1996年、フジテレビ系）
- 『ゴジラアイランド』 （1997年、テレビ東京）- ザグレス 役[1]
- 『悲願達成なるか フランスへの道 -決戦まであと3時間- 』（1997年11月16日、NHK-BS1）
- 『タモリ倶楽部(ミニコーナー、マイ勝負パンツ)』 （1998年、テレビ朝日）
- 『ショムニ』 第10話 （1998年、フジテレビ）
- 土曜スペシャル「朝ごはん自慢の宿、朝から元気!絶品!朝ごはん自慢の宿」（2000年1月8日、テレビ東京系）
- 笑顔がいちばん!「南河内で農業体験・落語まつり」（2000年6月11日、TBS系）
- 土曜スペシャル「漁師が営むウマイ宿、安くて新鮮あたり前!漁師が営むウマイ宿」（2000年9月2日、テレビ東京系）
- 『女と愛とミステリー（夏樹静子サスペンス ”最後に愛をみたのは”）』 （2001年4月11日、テレビ東京／BSジャパン）- 角加代子 役

## CM
- 富士通OASYS（1995年）
- ECC外語学院（1996年）
- 岡本 ストッキング ピュアラ（1996年）
- キリンビール「ビアっこ生」（1996年）
- ケロッグ玄米フレーク（1996年）